# مرغ سار (ماهرو)
مرغ سار (بالفارسية: مرگسر) هي قرية تقع في إيران في قسم ماهرو الریفي. يقدر عدد سكانها بـ 398 نسمة .